# NGC 3972
NGC 3972 هي مجرة تتبع كوكبة الدب الأكبر. اكتشفها ويليام هيرشل في 14 أبريل 1789.

## روابط خارجية
- NGC 3972 على موقع ويكي سكاي: DSS2, SDSS, GALEX, IRAS, Hydrogen α, X-Ray, Astrophoto, Sky Map, Articles and images